# Imelda Marcos
Imelda Remedios Visitación Trinidad Romuáldez-Marcos (sinh ngày 02 tháng 7 năm 1929) là phu nhân của cựu Tổng thống Philippines Ferdinand Marcos. Bà được mọi người nhớ đến với bộ sưu tập của hơn một nghìn đôi giày của mình. Imelda đã bắt đầu sự nghiệp của mình với nghề ca sĩ và người mẫu địa phương tại Manila trước khi gặp chồng Ferdinand, người sau này sẽ được bầu làm Tổng thống. Sau khi tuyên bố thiết quân luật vào năm 1972, Imelda bắt đầu giữ các chức vụ trong chính phủ quốc gia cho phép bà đi khắp thế giới và tích lũy tác phẩm nghệ thuật và bất động sản. Cặp đôi này củng cố quyền lực của họ cho phép họ chuyển kinh phí từ ngân khố quốc gia ra nước ngoài như các ngân hàng tại Thụy Sĩ.
Tổng thống Marcos bị buộc tội ám sát Benigno Aquino, Jr., dẫn đến các cuộc cách mạng quyền lực dân buộc Marcos từ chức và phải sống lưu vong ở Hawaii. Sau cái chết của Ferdinand, Imelda và gia đình đã được Corazon Aquino ra lệnh ân xá. Bà trở lại Philippines và được cho phép trở lại diễn đàn chính trị. Bà được bầu vào Hạ viện năm 2005 đại diện cho Leyte và được bầu lại năm 2010 đại diện cho Illocos Norte.
Mặc dù phải đối mặt với nhiều trường hợp liên quan đến cáo buộc tham nhũng, bà đã không bị giam giữ và tiếp tục sử dụng quyền lực. Khả năng sinh tồn qua những thăng trầm trong cuộc sống của bà đã khiến bà được gọi là "Bướm thép".

## Tiểu sử
Imelda Remedios Visitación Romuáldez sinh ngày 2 tháng 7 năm 1929 ở Manila, Philippines, Tổ tiên của bà là một gia đình địa chủ tại Tolosa, Leyte, hậu duệ của Granada, Andalusia, Tây Ban Nha. Bà có năm anh chị em: Benjamin (1930–2012), Alita, Alfredo, Armando, và Concepcion trải qua thời thơ ấu ở San Miguel. Sau khi mẹ bà mất năm 1938, gia đình đã chuyển đến Tacloban, nơi những đứa trẻ được người hầu Estrella Cumpas chăm sóc. Bà tuyên bố đã gặp Douglas MacArthur khi ông đến Tacloban cuối thế chiến II.
Theo thỉnh cầu của người cháu họ bà, Daniel, Romuáldez đã quay lại Manila thập niên 1950, nơi bà làm trong một cửa hàng âm nhạc trên phố Escolta với công việc là ca sĩ để thu hút khách. Bà đã theo học khóa luyện giọng tại nhạc viện của Đại học Santo Tomas. Romuáldez sau đó tham dự cuộc thi sắc đẹp Miss Manila và bà đạt giải nhì nhưng được tôn là Muse of Manila sau khi có tranh cãi về kết quả. Bà có thời kỳ ngắn hẹn hò với Benigno Aquino, Jr.. Ngày 1/5/1954, Romuáldez đã kết hôn với Ferdinand Marcos, một nghị sĩ đảng Nacionalista từ Ilocos Norte. Họ có với nhau 4 đứa con: Imee, Bongbong, và Irene, và một cô con gái nuôi tên Aimee.

## Đệ nhất phu nhân
Ferdinand Marcos được bầu làm tổng thống thứ 10 của Philippines vào ngày 9 tháng 11 năm 1965, và Imelda trở thành đệ nhất phu nhân. Trong những năm đầu của nhiệm kỳ tổng thống Marcos, Imelda đã có các cuộc đụng độ với The Beatles và với Dovie Beams. Ngày 23 Tháng 9 năm 1972, Ferdinand tuyên bố thiết quân luật. Là đệ nhất phu nhân, Imelda đã được gọi là "nửa kia của cặp vợ chồng độc tài". Bà cũng là một là bậc thầy cúa sự xa hoa trong nghệ thuật và văn hóa. Vào ngày 7 tháng 12 năm 1972, một kẻ tấn công đã cố gắng đâm Imelda bằng một con dao bolo nhưng đã bị cảnh sát bắn chết.
Sau khi Ferdinand đã củng cố quyền lực của mình, Imelda đã tổ chức các sự kiện công cộng sử dụng quỹ quốc gia để đánh bóng hình ảnh của vợ chồng bà. William H. Sullivan đã viết rằng bà đã có đủ quyền lực để có thể ép buộc các tướng lĩnh Philippine phải mặc quần áo cải trang tại các bữa tiệc sinh nhật của bà. Imelda đã đưa Hoa hậu Hoàn vũ toàn thế giới năm 1974 về Manila, với nơi tổ chức sự kiện trên là Nhà hát dân gian Nghệ thuật được xây dựng trong vòng chưa đầy ba tháng. Bà cũng đã tổ chức Kasaysayan ng Lahi, một lễ hội quảng bá lịch sử Philippines. Imelda cũng khởi xướng các chương trình xã hội, chẳng hạn như cuộc Cách mạng xanh, với nỗ lực giải quyết nạn đói bằng cách khuyến khích nhân dân trồng rau trong vườn hộ gia đình, và tạo ra một chương trình kế hoạch hoá gia đình cấp quốc gia. Trong thời gian đầu thập niên 1970, bà mất kiểm soát việc phân phối bánh mì gọi nutribun, mà thực sự đến từ Hoa Kỳ Cơ quan phát triển Quốc tế Hoa Kỳ (USAID).
Imelda được bầu vào quốc hội Philippines năm 1978 làm thành viên Batasang Pambansa lâm thời đại diện cho Vùng IV-A và cũng được bổ nhiệm là Đại sứ đặc mệnh toàn quyền, cho phép bà đi Hoa Kỳ, Liên Xô, Libya, Nam Tư, Iraq, và Cuba. Nhờ những lần đi lại này, Imelda đã thành bạn của Richard Nixon, Muammar Gaddafi, Saddam Hussein, Fidel Castro, và Joseph Tito. Một công hàm ngoại giao Wikileaks "tuyên bố rằng bà đợi nhà độc tài Tây Ban Nha Franco qua đời để bà có thể bay qua Madrid dự đám tang." Imelda tuyên bố bà cần đi nhiều để đảm bảo dầu mỏ từ Iraq và Libya, mà bà cũng cho rằng bà có vai trò lớn trong việc ký hiệp định hòa bình với Mặt trận Giải phóng Dân tộc Moro. 
Ngoài chức vụ đại sứ, Imelda cũng giữ chức Bộ trưởng Bộ Định cư, cho phép bà xây dựng Trung tâm văn hóa của Philippines, Trung tâm Tim Philippines, Trung tâm Phổi Philippines, Trung tâm Hội nghị Quốc tế Philippines, Cung điện dừa, và Trung tâm phim Manila. Imelda mua một số tài sản ở Manhattan trong năm 1980, trong đó có Crown Building 51 triệu Mỹ kim, Woolworth Building ở 40 Wall Street, và Trung tâm Herald 60 triệu Mỹ kim. Bà từ chối mua Empire State Building với giá 750 triệu Mỹ kim vì bà xem đó là "quá phô trương." 

## Quyền lực nhân dân
Imelda có vai trò lớn trong vụ trục xuất năm 1980 đối với nhà lãnh đạo đối lập Benigno Aquino, Jr., người bị bệnh tim trong khi ở tù. Thiết quân luật sau này đã được dỡ bỏ năm 1981 nhưng Ferdinand tiếp tục làm tổng thống.
Trong khi chồng bà bắt đầu bị lupus ban đỏ, Imelda đã điều hành công việc của chồng trên thực tế. Aquino trở lại vào năm 1983 nhưng đã bị ám sát tại sân bay quốc tế Manila khi ông về đến sân bay. Với những lời buộc tội chống lại Imelda bắt đầu gia tăng, Ferdinand lập ra Ủy ban Agrava, một ủy ban tìm hiểu thực tế, để điều tra bà, cuối cùng kết luận bà không có tội.
Ngày 07 tháng 2 năm 1986, các cuộc bầu cử đột xuất được tổ chức giữa Ferdinand và Corazon Aquino, người góa phụ của Benigno Aquino Jr.. Mặc dù chồng bà dường như giành chiến thắng trong cuộc bầu cử, các cáo buộc gian lận trong cuộc bỏ phiếu đã dẫn đến các cuộc biểu tình mà sau này được biết đến như là cách mạng sức mạnh nhân dân. Ngày 25 tháng 2, Imelda và gia đình bà chạy trốn đến Hawaii. Sau khi họ rời cung điện Malacañang, người ta tìm thấy bà để lại 15 áo khoác lông chồn vizon, 508 áo dài, 1.000 túi xách, và đôi giày, số lượng chính xác khác nhau theo các ước tính nhưng cho thấy có tới 7.500 cặp đôi. Tuy nhiên, thời gian báo cáo rằng cuộc kiểm phiếu cuối cùng chỉ có 1.060 đôi. Vị trí nơi giày dép và đồ trang sức của bà đã giữ được sau đó bị phá hủy một số đồ bị đánh cắp và một bức tranh của bà đã bị phá hủy bên ngoài Cung điện.
Năm 1988, Imelda và Ferdinand Marcos, cùng với Adnan Khashoggi, đã bị xét xử và được đại hội thẩm liên bang tuyên trắng án ở Manhattan qua một cáo buộc biển thủ. Trong số những người bảo vệ hai vợ chồng này có Gerry Spence, Doris Duke, và George Hamilton. Ferdinand đã qua đời khi sống lưu vong ở Hawaii vào ngày 28 tháng 9 năm 1989. Tháng 12 năm 1990, Tòa án liên bang Thụy Sĩ phán quyết rằng tiền mặt trong các ngân hàng Thụy Sĩ sẽ chỉ được trả lại cho chính phủ Philippines nếu một tòa án Philippines xét xử Imelda trong một vụ "xét xử công bằng

## Sự nghiệp sau này

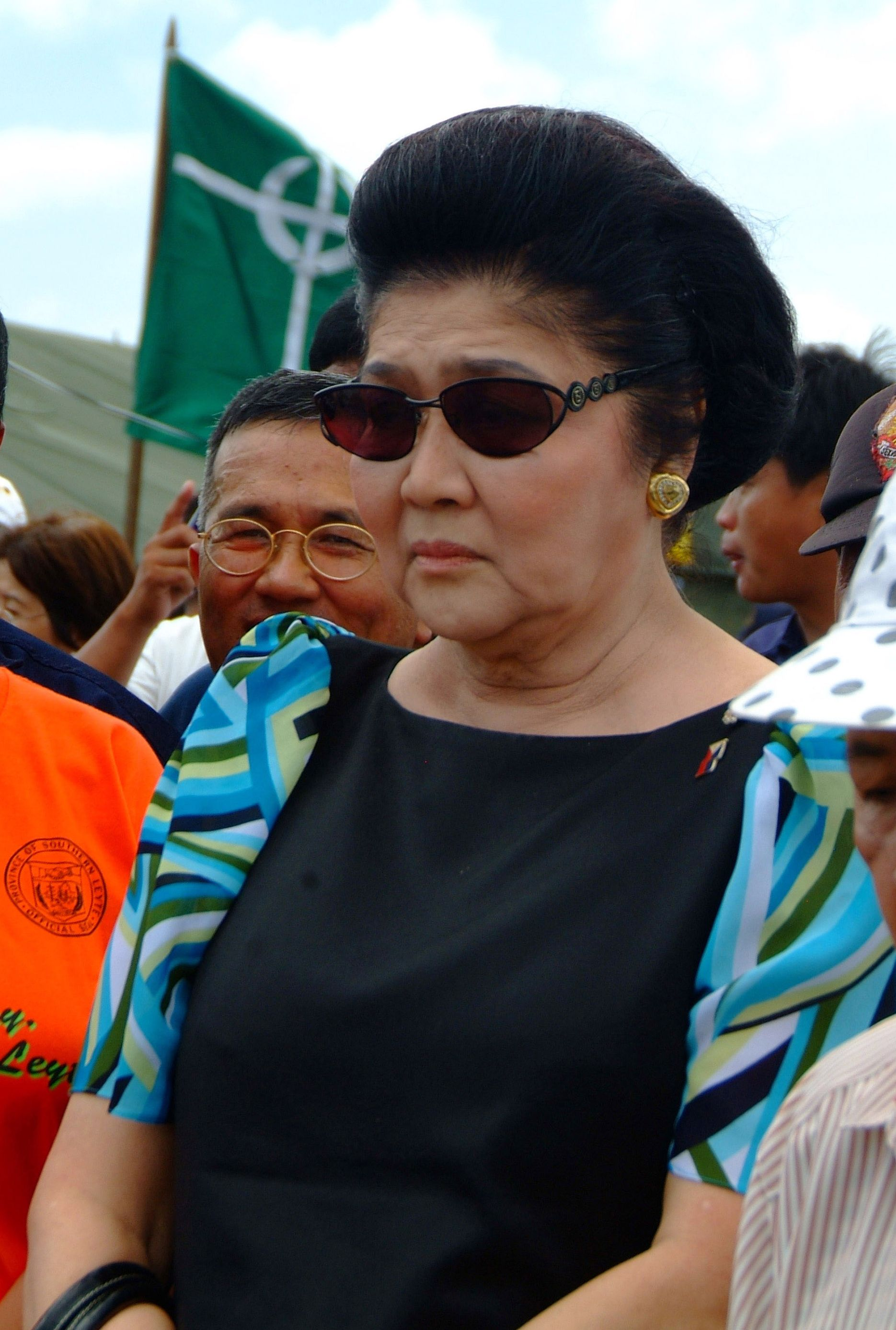
Imelda Marcos, 2006.

Ngày 4 tháng 11 năm 1991, tổng thống Philippines đã cho phép Imelda trở lại Philippines. Năm sau đó, bà chạy đua chức tổng thống trong cuộc bầu cử tổng thống ngày 11 tháng 5 năm 1992, bà giành vị trí thứ 5 trên 7 ứng viên. Trong cuộc tổng tuyển cử ngày 8 tháng 5 năm 1995, bà được bầu làm nghị sĩ đại diện cho Leyte, dù phải đối mặt với vụ kiện không đủ tư cách nhưng Tòa án tối cao Philippines đã tuyên bà có đủ tư cách. Imelda tranh cử chức tổng thống một lần nữa trong cuộc bầu cử tổng thống Philippines ngày 11 tháng 5 năm 1998 nhưng sau đó đã rút lui để ủng hộ người sau này giành chiến thắng Joseph Estrada. Bà xếp thứ 9/11 ứng viên. Bà được tòa án khu vực Manila tuyên trắng án trong một trong các cáo buộc đút lót do còn nghi ngờ hợp lý. Imelda vẫn còn 10 vụ hình sự tồn đọng trước vụ Sandiganbayan.
Imelda chạy đua trong cuộc bầu cử Hạ viện Philippines đại diện khu vực Ilocos của Ilocos Norte trong cuộc bầu cử ngày 10 tháng 5 năm 2010 để thay thế con trai bà, Bongbong, đã chạy đua trong cuộc bầu cử Thượng viện đại diện cho Đảng Nacionalista. Bà chiến thắng đối thủ gần nhất với 80% phiếu bầu. Trong nhiệm kỳ của mình, bà giữ chức chủ tịch Các mục tiêu Phát triển Thiên niên kỷ ở Hạ viện. Năm 2011, Cục thứ năm của Sandiganbayan đã ra lệnh Imelda trả 280.000 USD trong quỹ của chính phủ mà bà và chồng đã chiếm đoạt từ Cơ quan thực phẩm quốc gia. Imelda nộp giấy chứng nhận ứng cử của mình vào ngày 03 tháng 10 năm 2012 trong một nỗ lực để làm mới đại diện đơn vị bầu cử thứ hai của Ilocos Norte. Bà chiến thắng trong cuộc bầu cử Hạ viện Philippines ngày 13 tháng 5 năm 2013.
Đầu năm 2013, Nghiệp đoàn quốc tế các nhà báo điều tra tiết lộ con gái bà Imee dính líu trong vụ dịch vụ ngân hàng ở nước ngoài. Imee giúp Imelda giấu tài sản ở quần đảo Virgin thuộc Anh. Ngày 17 tháng 10 năm 2013, việc bán hai bức họa của Claude Monet, L'Eglise de Vetheuil và Le Bassin Aux Nymphéas, đã trở thành một chủ đề của vụ pháp lý ở New York chống lại Vilma Bautista, một người từng là phụ tá của Imelda. Thư ký của bà bị kết án ngày 6 tháng 1 năm 2014. Ngày 13 tháng 1 năm 2014, ba bộ sưu tập trang sức của bà: bộ sưu tập Malacanang, bộ sưu tập Roumeliotes, và bộ sưu tập Hawaii; cùng với các bức họa của Claude Monet bị chính phủ Philippines tịch thu.

## Tài sản
Bộ sưu tập giày của Imelda, bao gồm các gót giày Pierre Cardin, nay nằm một phần ở Bảo tàng Quốc gia Philippines và một phần ở bảo tàng giày ở Marikina. Bão Haiyan đã làm hư nhà tổ tiên bà ở Tacloban, cũng dược sử dụng làm bảo tàng, dù bà còn giữ các ngôi nhà ở Ilocos Norte và Makati, nơi bà sinh sống. Năm 2012, Imelda tuyên bố tài sản ròng của bà là 22 triệu USD và bà đã được xếp hạng là nhà chính trị Philippines giàu thứ nhì sau nhà chính trị và võ sĩ quyền Anh Manny Pacquiao. Imelda tuyên bố tài sản của bà đến từ Yamashita's Gold. Tài sản của bà cũng đã từng có trang sức và bộ sưu tập 175 tác phẩm nghệ thuật, cũng bao gồm các tác phẩm của Michelangelo, Botticelli, Canaletto, Raphael, cũng như của Monet “L’Église et La Seine à Vétheuil” (1881), tác phẩm của Alfred Sisley “Langland Bay” (1887), and Albert Marquet’s “Le Cyprès de Djenan Sidi Said” (1946). Năm 2015, một viên kim cương hồng hiếm trị giá 5 triệu USD đã được phát hiện trong bộ sưu tập trang sức của bà.

## Di sản
Imelda là một biểu tượng thời trang và văn hóa dân gian. Frank De Lima thể hiện bà trong album năm 1988 của ông The Best of De Lima. Năm 1996, Mark Knopfler đã viết bài hát "Imelda", từ album của ông Golden Heart. Bà đã là chủ đề của phim tài liệu năm 2003 Imelda bởi Ramona S. Diaz trong đó bà được phỏng vấn về cuộc sống của mình khi còn lại đệ nhất phu nhân. Ngày 23 tháng 3 năm 2012, Carlos Celdran đã biểu diễn Living La Vida Imelda của ông ở Dubai. Nhà sản xuất Anh Fatboy Slim và nhạc sĩ David Byrne đã tạo ra một album ý tưởng có tên gọi Here Lies Love. Mùa xuân năm 2013, The Public Theater ở New York đã giới thiệu một phiên bản nhạc kịch của album với vai chính Ruthie Ann Miles. Đoạn kết sau đó được trình diễn tại The Public Theater ngày 24 tháng 3 năm 2014. Một tác phẩm London đã mở cửa ngày 30 tháng 9 năm 2014 tại Nhà hát Quốc gia Hoàng gia. Imelda được gọi là "Bướm thép".